# Talun (Sumedang Utara)
Talun is een bestuurslaag in het regentschap Sumedang van de provincie West-Java, Indonesië. Talun telt 6053 inwoners (volkstelling 2010).